# Atletik under sommer-OL 2012 – kuglestød mænd
Mændens kuglestød fandt sted den 3. august 2012 på det Olympiske stadion.

## Finale
| Placering | Atlet              | Nationalitet          | 1     | 2     | 3     | 4     | 5     | 6     | Resultat | Kommentarer |
| --------- | ------------------ | --------------------- | ----- | ----- | ----- | ----- | ----- | ----- | -------- | ----------- |
| Guld      | Tomasz Majewski    | Polen (POL)           | 21.19 | 21.72 | 21.87 | x     | 21.72 | 21.89 | 21.89    |             |
| Sølv      | David Storl        | Tyskland (GER)        | 21.84 | 21.86 | 21.41 | x     | x     | x     | 21.86    |             |
| Bronze    | Reese Hoffa        | USA (USA)             | 20.98 | 20.95 | 21.23 | 21.11 | 19.53 | x     | 21.23    |             |
| 4         | Christian Cantwell | USA (USA)             | 20.21 | 20.95 | x     | x     | 20.65 | 21.19 | 21.19    |             |
| 5         | Dylan Armstrong    | Canada (CAN)          | 20.16 | 20.93 | 20.74 | x     | x     | 20.34 | 20.93    |             |
| 6         | Germán Lauro       | Argentina (ARG)       | 19.40 | 20.82 | 20.84 | 20.34 | 20.65 | x     | 20.84    |             |
| 7         | Asmir Kolašinac    | Serbien (SRB)         | 20.18 | 20.71 | x     | 20.54 | 20.46 | x     | 20.71    |             |
| 8         | Pavel Lyzhyn       | Hviderusland (BLR)    | 20.69 | x     | x     | 19.93 | 20.04 | x     | 20.69    |             |
| 9         | Ryan Whiting       | USA (USA)             | 20.21 | 20.21 | 20.64 |       |       |       | 20.64    |             |
| 10        | Dorian Scott       | Jamaica (JAM)         | 19.51 | 20.61 | x     |       |       |       | 20.61    |             |
| 11        | Maksim Sidorov     | Rusland (RUS)         | x     | 20.41 | x     |       |       |       | 20.41    |             |
| 12        | Chang Ming-Huang   | Kinesisk Taipei (TPE) | 19.99 | x     | 19.64 |       |       |       | 19.99    |             |